# Ота, Синобу
Синобу Ота (яп. 太田 忍 Ота Синобу, 28 декабря 1993 года, Гонохе, префектура Аомори, Япония) — японский борец греко-римского стиля, серебряный призёр Олимпийских игр, чемпион мира и чемпион Азии.

## Биография
Начал заниматься борьбой в младших классах средней школы. В 2011 году победил на национальном фестивале спортивной борьбы среди юниоров и получил приглашение на обучение от нескольких университетов. Поступил в спортивный университет Nippon Sport Science University.
В 2012 году стал третьим на чемпионате мира среди юниоров, в 2013 году был только десятым. В 2014 году был пятым на Yadegar Imam Cup, третьим на турнире серии Золотого Гран-при в Сомбатхее и седьмым в Баку, вторым на чемпионате Азии, и победил на Copa Brasil. В 2015 году был третьим на чемпионате Азии, вторым на Гран-при Венгрии, вторым на предолимпийском квалификационном турнире.
Выступал на Олимпийских играх 2016 года в категории до 59 килограммов. Спортсмены были разделены на 2 группы, из которых определялись два финалиста, разыгрывающие между собой золотую и серебряную награды. Проигравшие финалисту встречались между собой в утешительных встречах, в которых определялись два бронзовых призёра, по одному от каждой группы.
Перед Олимпийскими играми федерация Объединённый мир борьбы, делая обзор предстоящего турнира, отнесла борца, занимающего 12 место в мировом рейтинге, в отдельную категорию (наряду с фаворитами, претендентами и «тёмными лошадками»), названную «Борец-ниндзя». Так федерация оценила непредсказуемый стиль борьбы Синобу Ота, который позволил ему одержать победу на предолимпийском турнире над шестикратным чемпионом мира Хамидом Сорианом.
На играх Ота в первой же встрече боролся с Сорианом и победил его, в дальнейшем смог дойти до финала, по пути положив на лопатки двукратного серебряного призёра Олимпийских игр Ровшана Байрамова, и в финале за явным превосходством проиграл кубинцу Исмаэлю Борреро.
| Выступление на Олимпийских играх 2016 года | Выступление на Олимпийских играх 2016 года | Выступление на Олимпийских играх 2016 года | Выступление на Олимпийских играх 2016 года | Выступление на Олимпийских играх 2016 года |
| Круг                                       | Соперник                                   | Периоды (технические баллы)                | Периоды (технические баллы)                | Итог (классификационные баллы)             |
| Круг                                       | Соперник                                   | 1                                          | 2                                          | Итог (классификационные баллы)             |
| ------------------------------------------ | ------------------------------------------ | ------------------------------------------ | ------------------------------------------ | ------------------------------------------ |
| Квалификация                               | Хамид Сориан Иран                          | 0 — 4(2+2)                                 | 5(2+1+2) — 0c                              | По очкам 3 — 1                             |
| 1/8                                        | Алмат Кебиспаев Казахстан                  | 2(2) — 0                                   | 4(2+2) — 0                                 | По очкам 3 — 0                             |
| 1/4                                        | Стиг-Андре Берге Норвегия                  | 2(2) — 0                                   | 2(2) — 0                                   | По очкам 3 — 0                             |
| 1/2                                        | Ровшан Байрамов Азербайджан                | 4(4) — 2                                   | 5(5) — 0                                   | Туше 5 — 0                                 |
| Финал                                      | Исмаэль Борреро Куба                       | 0 — 6(4+2)                                 | 0 — 2(2)                                   | За явным превосходством 0 — 4              |

На предолимпийском чемпионате мира 2019 года, который проходил в столице Казахстана, в весовой категории до 63 кг завоевал золотую медаль победив в финале борца из России Степана Маряняна.